# Glühschiffchen

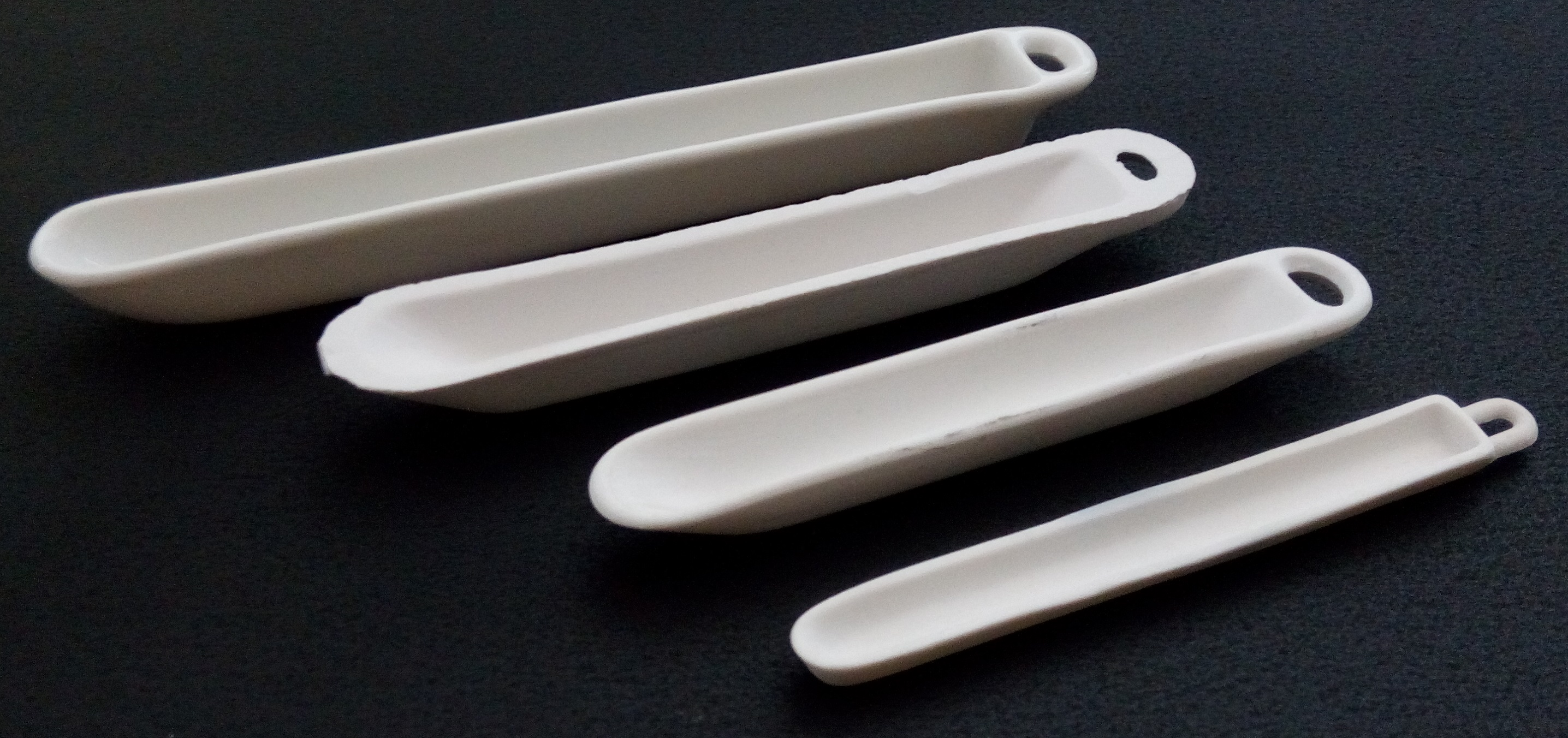
Glühschiffchen {aus Korund} in verschiedenen Größen.

Glühschiffchen sind nach oben offene Laborgeräte von wenigen ml Nutzvolumen. Sie ermöglichen das Einbringen fester Stoffe in Verbrennungsrohre und werden im chemischen Labor auch als Reaktionsgefäße benutzt, z. B. bei der Schmelzflusselektrolyse oder beim Verbrennen von Natrium. Die Nutzung als Reaktionsgefäß im Verbrennungsrohr erfolgt besonders dann, wenn man durch chemische Reaktionen (zwischen Gasphase und der Feststoffprobe im Glühschiffchen) hervorgerufene Massenveränderungen der Feststoffprobe untersuchen möchte.
Glühschiffchen werden meist aus keramischen Werkstoffen hergestellt und sind glasiert und unglasiert im Handel.